# Václav Neumann
Václav Neumann (Prag, 29. rujna 1920. – Beč, 2. rujna 1995.) bio je češki dirigent i violinist.

## Životopis
Rođen je u Pragu, gdje je na Praškom konzervatoriju studirao violinu i dirigiranje. Suosnivač je gudačkoga kvarteta Smetana, u kojem je svirao prvu violinu i violu prije nego što je počeo dirigirati u Karolvyim Varyima i Brnu. Godine 1956. postao je dirigent i umjetnički voditelj Komične opere (njem. Komische Oper) u Berlinu. Taj angažman napušta 1964., kada postaje dirigent u simfonijskom orkestru u Leipzigu. Tamo je ostao do 1968. kada preuzima mjesto šefa dirigenta Češke filharmonije. S Češkom je filharmonijom gostovao i u Sjedinjenim Američkim Državama gdje je, uz ostalo, ravnao i izvedbama Janáčekove Jenufe u Metropolitan Operi. Na mjestu šefa dirigenta radio je do 1990., kada ga nasljeđuje Jiří Bělohlávek. 
Bio je profesor na Akademiji primijenjenih umjetnosti u Pragu gdje je poučavao dirigiranje. I danas slovi za jednog od pionira češke glazbe, jer je 1962. prvi snimio operu Izleti gospodina Broučeka na Mjesec i u 15. stoljeće Leoša Janáčeka. Od 1970. do 1973. bio je gostujući dirigent orkestra u Stuttgartu.
Neumann se zajedno s Češkom filharmonijom može vidjeti i u filmu Dvořák - In Love? iz 1988., koji govori o životu i djelu češkog skladatelja Antonína Dvořáka na snimci izvedbe njegovog Koncerta za violončelo.

## Vanjske poveznice

### Sestrinski projekti
|  | Zajednički poslužitelj ima još gradiva o temi Václav Neumann |

### Mrežna mjesta
- (engl.) František Sláma, Arhiv  Arhivirana inačica izvorne stranice od 24. rujna 2015. (Wayback Machine), Povijest Češke filharmonije od 1940-ih do 1980-ih; fotografije, zvučni zapisi, snimke.